# Conflictes en defensa de l'autonomia local
Els Conflictes en defensa de l'autonomia local són situacions previstes per la Constitució espanyola que ha de resoldre el Tribunal Constitucional en virtut del que dicta la llei orgànica 2/1979 de 3 d'octubre del Tribunal Constitucional 

## Objecte
Són recursos contra normes de l'estat espanyol amb rang de llei o disposicions amb rang de llei de les comunitats autònomes que lesionin l'autonomia local constitucionalment garantida.

## Legitimació
Poden plantejar-ho:
- El municipi o província que sigui destinatari únic de la llei.
- Un nombre de municipis que suposin almenys una setena part dels municipis existents a la província en l'àmbit territorial d'aplicació a la llei, sempre que representin com a mínim 1/6 part de la població oficial de l'àmbit territorial existent.
- Un nombre de províncies que suposin almenys la meitat de les existents en l'àmbit territorial d'aplicació de la disposició i representin com a mínim la meitat de la població actual.